# La Conspiration du Temple
La Conspiration du Temple (The Venetian Betrayal) est un roman policier de Steve Berry publié en 2007 aux États-Unis. Il est le troisième roman de la série Cotton Malone. 
Il a été traduit en français aux éditions Le Cherche midi en 2009.

## Résumé
323 av. J.-C. : après avoir conquis la Perse, Alexandre le Grand succombe à Babylone, dans le Sud de l'actuel Irak, des suites d'une étrange maladie. D'abord transféré à Alexandrie, son corps embaumé a ensuite mystérieusement disparu. Et, en dépit des recherches des archéologues, le tombeau d'Alexandre reste introuvable.
Nombreux sont ainsi les mystères qui entourent sa disparition, auxquels va être confronté Cotton Malone, expert en manuscrits à Copenhague. Lorsque la sépulture d'Alexandre devient l'enjeu d'un machiavélique jeu d'échecs géopolitique, Cotton, sur la trace de huit médaillons donnant les clés cryptées de l'emplacement du tombeau, devra déchiffrer de nombreuses énigmes afin de le localiser et de percer ses secrets.
De Venise jusqu'aux montagnes du Pamir, en Asie centrale, c'est une quête effrénée qui l'attend, alors que, dans l'ombre, une organisation secrète organise en silence un complot terrifiant. 